# Möre
Möre er et af de oprindelige "små lande" i Småland og omfatter et område omkring byerne Kalmar og Nybro. Det modsvares i dag af Kalmar läns sydlige del.
Möre omtales omkring år 900 af Wulfstan og kaldes da Meore. Möre lå som område under Kalmar slot fra slutningen af 1200-tallet. Administrativt hørte det til Östgöta lagsaga frem til 1559, da det overførtes til den nydannede Smålands lagsaga. Möre var inddelt i to herreder, Södra Möre härad, fra Brömsebäck i syd til nærheden af Kalmar i nord, og Norra Möre härad, ved den smalleste del af Kalmarsund.
Södermöre (Södra Möre härad) blev i 1645 overdraget som arveligt grevskab til Axel Oxenstierna og omtales i tidens latinske tekster under navnet Morea australis, samme "australis" som i Australien, og som betyder "sydlig", det vil sige Sydlige Möre.

## Nutidens Möre
Området modsvares i dag af hele eller dele af fire kommuner i den sydlige del af Kalmar län.

### Kommuner
- Emmaboda kommun (del af)
- Kalmar kommun
- Nybro kommun (del af)
- Torsås kommun